# Chaptalia media
Chaptalia media là một loài thực vật có hoa trong họ Cúc. Loài này được (Griseb.) Urb. mô tả khoa học đầu tiên năm 1903.